# Veronika Dianišková
Veronika Dianišková (ur. 21 lutego 1986 w Bratysławie) – słowacka pisarka, poetka, autorka książek dla dzieci i młodzieży.     

## Biografia
Veronika Dianišková po ukończeniu szkoły średniej w 2005 r. rozpoczęła studia na Wydziale Teatralnym Wyższej Szkoły Sztuk Scenicznych w Bratysławie, gdzie specjalizowała się w reżyserii teatralnej i dramaturgii. Od września 2007 do czerwca 2008 r. odbywała staż studyjny w Lizbonie. Po ukończeniu studiów licencjackich, od września 2009 r. kontynuowała studia magisterskie w Wyższej Szkoły Sztuk Scenicznych w Bratysławie na kierunku dramaturgia teatralna. Pracowała jako nauczycielka w klasie literacko-dramatycznej w Základnej umeleckej škole w Bratysławie i jako pracownik socjalny w ośrodkach dla osób bezdomnych. Współpracuje z Slovenským rozhlasem. Regularnie publikuje własne teksty w periodykach („Revue aktuálnej kultúry”, „Slovenské pohľady”, „Dotyky”), prezentuje je w radiu (Rádio Devín, Rádio Regina) i na różnych wydarzeniach. Publikuje również artykuły analityczne i krytyczne z zakresu teatru („Týždeň”, „Notabene” i inne).
Opublikowała kilka tomików poezji: Labyrint okolo rúk (2006), Zlaté pávy sa rouzpadnú na sneh (2014), Správy z nedomovov (2017), Zmena skupenstva (2023), a także książkę dla dzieci Pirátske rozprávky (2020).  W 2018 r. jej wiersze znalazły się w Ανθολογία Νέων Σλοβάκων Ποιητών / Antológia mladej slovenskej poézie wybrane przez poetkę Márię Ferenčuhovą i przełożone na język grecki przez Silvię Okáliovą. W 2022 r. wiersze Veroniki znalazły się w pracy zbiorowej Sąsiadki. 10 poetek słowackich w przekładzie na język polski Zofii Bałdygi.

## Nagrody i wyróżnienia
- Nagroda im. Ivana Kraski w 2006 za zbiór Labyrint okolo rúk[8]

## Wybrane dzieła

### Poezja
- 2006: Labyrint okolo rúk
- 2014: Zlaté pávy sa rouzpadnú na sneh
- 2017: Správy z nedomovov
- 2023: Zmena skupenstva

### Literatura dla dzieci i młodzieży
- 2020: Pirátske rozprávky
- 2024: Túlačky s Beckom